# South Unionville
South Unionville est une communauté située dans, Markham, Ontario, Canada, elle est bornée au nord par Highway 7, au sud par 407, à l'est par McCowan Road et à l'ouest par Kennedy Road. Il fait partie de Unionville, Ontario. La communauté est nommée d'après son localisation géographique au sud du village de Unionville.

## Démographie
South Unionville, Unionville South, comme la plupart des autres communautés à Markham ont une population diversifiée. Les personnes de Chine et Asie de l'Est forment une grande partie du patrimoine de la population. Les résidents du Sud Unionville également inclure les personnes de Asie Sud, Moyen-Orient,  européenne, Afrique, et  mixte patrimoine  canadienne familles. 
| Population et Chiffres des logements          | South Unionville | Toronto (CMA) |
| --------------------------------------------- | ---------------- | ------------- |
| Population en 2011                            | 7,854            | 5,583,064     |
| Population en 2006                            | 6,686            | 5,113,149     |
| Évolution de la Population de 2006 à 2011 (%) | 17.5             | 9.2           |
| Total des logements privés                    | 2,187            | 2,079,459     |
| Densité de la population (Per sq.km)          | 3,503.9          | 945.4         |
| Superficie (Sq.km)                            | 2.24             | 5905.71       |

## Parcs
Bien que South Unionville est connu pour son manque de point parc, il possède de nombreuses forêts sous-développée et bosquets dans le quartier.
Des grande parcs dans South Unionville 

### Parc du South Unionville Pond
Un grand parc qui entoure South Unionville Pond, au cœur de la communauté. Le parc comprend de nombreux bancs, des plantations et une voie circulaire qui donne sur l'étang lui-même. Le parc comprend également un pont et de nombreuses voies qui permettent aux visiteurs de se promener autour du lac. Pendant les saisons d'hiver non, de nombreux canards sont connus pour être dans l'étang.

### Parc Bianca
Un rectangle vert de l'espace situé dans le sud-ouest de la communauté. Bien que la majorité Bianca Park est un grand champ, elle est bordée par des arbres et comprend un jeu avec des balançoires. Le parc est nommé d'après la rue que la frontière est son nord ; Bianca Drive.

### Parc Unionville Meadows
Un grand parc, dans le sud de Unionville Meadows Public School qui est le plus utilisé. Parc contient une grande aire de jeux, une pataugeoire et une passerelle circulaire. Le parc dispose également d'un double Terrain de football dans son extrémité est.

## Institutions Locales
Il y a une école et une église dans South Unionville.

### Unionville Meadows Public School
355 South Unionville Ave. L'école élémentaire pour la communauté South Unionville qui enseigne de la maternelle à la 8e année.  Bien que construit en 2003 seulement, est considérablement jeune par rapport à d'autres écoles locales. L'école dispose de 200 - 300 étudiants.
Les programmes offerts par Unionville Meadows Public School :
- « Leaders by Example » Programme
- Personnage questions relatives au programme
- Les conférenciers invités et des ateliers par exemple, Junior Achievement, Programme de sensibilisation des jeunes internautes
- Programme d'aptitudes sociales (tous âges confondus)
- Équipe verte
- Récompenses Clean Sweep
- Conseil des étudiants
- Parent lecteurs Programme
- Les programmes de lecture des élèves Ex.: Silver Birch ...
- Les possibilités de programmes d'études liés à des activités physiques, par exemple, la natation, le patinage de vitesse, de la danse Hip Hop, le football
- Extra équipes des programmes scolaires, par exemple, cross-country, volley-ball, basket-ball, athlétisme
- Les programmes d'études et Extra occasions parascolaires comme la musique, dans des ensembles à cordes, ensembles Orff, chorales
- Programme d'art dramatique *
- Les programmes de natation et de patinage de vitesse
- Modèle de mesures disciplinaires progressives
- Programme VIP

### Harvest Bible Chapel
Autrefois, le «Community Church Centenaire», est l'église communauté protestante de South Unionville. Situé à l'intersection du Sud Unionville Ave et McCowan Rd. (8176 McCowan Rd). Offres d'anglais langue seconde et le service dans un éventail de langues.

## Politique
South Unionville est actuellement une partie des districts suivants:
Quartier 3, représentée par le conseiller Don Hamilton
Markham-Unionville, circonscription électorale provinciale, représentée par Michael Chan (libéral)
Markham-Unionville, les gouvernements fédéral circonscription électorale, représenté par John McCallum (libéral)